# Deutsche Gesellschaft für Ur- und Frühgeschichte
Die Deutsche Gesellschaft für Ur- und Frühgeschichte e. V. (DGUF) ist mit etwa 700 Mitgliedern die größte deutschlandweit auf dem Gebiet der Ur- und Frühgeschichte tätige Vereinigung, in der an Archäologie interessierte Bürger ebenso wie Wissenschaftler zusammengeschlossen sind, und sie ist der einzige bundesweite Verband für Ur- und Frühgeschichte, der persönliche Mitglieder aufnimmt.

## Namen und Gründungsgeschichte
Die Forderungen nach gesellschaftlichen Veränderungen der 1968er-Studentenbewegung erreichten auch das Fach Ur- und Frühgeschichte. Einige Studenten fanden sich zusammen im „Schleswiger Kreis“, um die Kommunikation zwischen den Instituten zu verbessern, die interdisziplinäre Zusammenarbeit zwischen der Archäologie und den Nachbarwissenschaften zu verstärken und dadurch neue Impulse in die Ur- und Frühgeschichte zu tragen. Programmatisch war der Titel der vom Schleswiger Kreis herausgegebenen Zeitschrift „Informationsblätter zu Nachbarwissenschaften der Ur- und Frühgeschichte“, die von 1970 bis 1976 erschien.
Die Initialzündung für die Gründung der DGUF – Deutschen Gesellschaft für Ur- und Frühgeschichte kam von außen: Anfang 1969 wurde ein bundesweiter Aufruf durch Bolko Freiherr von Richthofen an die Universitäten, die „Gesellschaft für deutsche Vorgeschichte“ neu zu gründen, eine Nachfolgeorganisation der von Gustaf Kossinna gegründeten Mannusgesellschaft, die maßgeblich an der völkischen Ausrichtung der deutschen Urgeschichtsforschung zur Zeit des Nationalsozialismus beteiligt war. Aufgeschreckt von dieser Ankündigung riefen Mitglieder des „Schleswiger Kreises“ spontan zu einer Gründungsversammlung zusammen. Ziel war es, den Namen zu besetzen, damit er von Dritten nicht mehr genutzt werden konnte. So wurde von 17 Studenten und jüngeren Wissenschaftlern der Institute in Köln, Marburg und Freiburg im Breisgau die „Deutsche Gesellschaft für Ur- und Frühgeschichte e. V.“ gegründet und am 27. Oktober 1969 in das Vereinsregister beim Amtsgericht Bonn eingetragen. Der dann von Bolko von Richthofen wiedergegründete Verein wich auf den Namen „Gesellschaft für Vor- und Frühgeschichte (Bonn)“ aus, die wiederbelebte Zeitschrift Mannus wurde 1994 nach 24 Ausgaben eingestellt.

## Ziele und Aktivitäten
Die DGUF versteht sich als unabhängige Vereinigung von Ur- und Frühgeschichtlern und als Teil der Zivilgesellschaft. Sie vertritt die Interessen der Archäologie auch gegenüber etablierten Institutionen und gegenüber der Politik und wirkt auch auf europäischer Ebene an der Ausgestaltung von Regelungen und Gesetzgebungsverfahren mit. Aufgeschlossenheit gegenüber neuen Entwicklungen in der Archäologie, Autonomie gegenüber den bereits zu Beginn des 20. Jahrhunderts etablierten Altertumsverbänden und ein kritischer Umgang auch mit der Geschichte des eigenen Faches prägen die DGUF seit ihrer Gründung 1969.
Die DGUF sieht sich als Forum für Gedankenaustausch und Zusammenarbeit in allen Bereichen der Ur- und Frühgeschichte, vom Kulturlandschaftsschutz über archäologisch-historische Fragestellungen bis hin zu fachpolitischen Themen. Eine weitere Aufgabe sieht die Gesellschaft darin, archäologische Belange aus der Fachdiskussion in die Öffentlichkeit zu tragen. So hat sie zum Beispiel wiederholt im Vorfeld von Wahlen in „Wahlprüfsteinen“ Fragen an die zur Wahl stehenden Parteien gestellt, um Wählerinnen und Wählern deren unterschiedliche Positionen zu öffentlich relevanten Themen der Archäologie und Denkmalpflege deutlich zu machen.
Das Heraustragen archäologischer Belange aus der Fachdiskussion in die Öffentlichkeit, die Klärung von Studien- und Berufsfragen sind Themen, um die sich innerhalb der deutschen Archäologie vor allem die DGUF kümmert. Als weitere Konsequenz des Bemühens um eine interdisziplinäre und auch über die engere Fachöffentlichkeit wirkende Archäologie war 2012 bis 2014 der Arbeitskreis DGUF-Zotero tätig, der auf Basis der offenen Software Zotero die öffentlich zugängliche Literaturdatenbank „Archaeology DGUF“ einrichtete („Crowdsourcing“).
Die Förderung des archäologischen Nachwuchses ist ebenfalls ein Anliegen der DGUF. So gewährt sie Studierenden Ermäßigungen bei den Mitgliedsgebühren sowie Ermäßigungen oder Erlass von Gebühren für die Jahrestagungen. Sie gibt Handreichungen für Studierende archäologischer Fächer mit Informationen zum Studienalltag und zur Teilnahme an Tagungen heraus und bietet jungen Archäologen die Möglichkeit, in der Zeitschrift Archäologische Informationen ihre Examensarbeiten vorzustellen. Ein Mitglied des wissenschaftlichen Beirats kümmert sich besonders um studentische Belange.
Zur Erreichung ihrer Ziele pflegt die DGUF neben fallweisen Kooperationen mit externen Partnern einige langfristig orientierte, auch formal vereinbarte Partnerschaften. Sie war 2011 Gründungsmitglied im Dachverband Deutscher Verband für Archäologie (DVA), aus dem sie 2019 wieder austrat. Im Jahr 2018 vereinbarte sie auf europäischer Ebene – jeweils auf Basis eines Memorandum of Understanding – eine feste Zusammenarbeit mit der European Association of Archaeologists (EAA) und dem internationalen Berufsverband Chartered Institute for Archaeologists (CIfA). Seit Mitte 2020 ist sie Mitglied im Konsortium NFDI4Objects.

## Struktur
Der alle zwei Jahre neu gewählte Vorstand vertritt die Gesellschaft. Derzeit hat Diane Scherzler den Vorsitz inne. Der Vorstand wird durch einen wissenschaftlichen Beirat unterstützt. Für spezielle Aufgaben und Interesse können Arbeitskreise gegründet werden; zurzeit aktiv ist der Arbeitskreis Kulturgutschutz, der sich für einen besseren Schutz archäologischer Denkmale einsetzt. Er macht auf das Problem fehlender Herkunftsnachweise für Antiken aufmerksam, wirkte 2015 am Kulturgutschutzgesetzes mit, gibt Handreichungen heraus und fordert auch für Deutschland eine sach- und fachgerechte Anwendung der UNESCO-Kulturgüterschutzkonvention. Zudem wurde 2017 ein Arbeitskreis Berufsverband neu gegründet, der sich mit der Vorbereitung der Jahrestagung 2017 zum Thema der Gründung eines Berufsverbandes für Archäologen befasst hat. Dieser ist inzwischen wieder aufgelöst, da sich in Folge der Tagung mit dem Chartered Institute for Archaeologists ein eigener archäologischer Berufsverband in Deutschland gründet. Stattdessen wurde der Arbeitskreis „Beruf Archäologie“ geschaffen, der zum Beispiel von Januar bis Mai 2018 ein Debatten-Forum zum Beruf Archäologie inhaltlich und organisatorisch führte.
Vorsitzende
- 1969–1970: Heinrich Wilhelm Schwellnus
- 1970–1974: Hansjürgen Müller-Beck
- 1974–1977: Rudolf Schütrumpf
- 1977–1978: Ralf Busch
- 1978–1983: Helmut Ziegert
- 1983–1987: Helmut Wegner
- 1987–1991: Winrich Schwellnus
- 1991–1995: Günther Junghans
- 1995–1997: Jürgen Hoika
- 1997–2001: Jürgen Viktor Richter
- 2001–2005: Frank Siegmund
- 2005–2009: Gerhard Ermischer
- 2009–2011: Thies Evers
- 2011–2012: Christian Möller
- 2012–2014: Rengert Elburg
- seit 2014: Diane Scherzler

## Veröffentlichungen
Im Jahr 1972 erschien das erste Heft der eigenen Zeitschrift Archäologische Informationen. Ein besonderes Element dieser Fachzeitschrift ist ihre Offenheit für interdisziplinäre Themen und das „Forum“, in dem kontroverse Themen in miteinander diskutierenden Artikeln behandelt werden können. Seit 2013 erscheint die Zeitschrift im „Platinum Open Access“. Sämtliche seit Gründung der Zeitschrift erschienenen Aufsätze sind inzwischen auch in digitalisierter Form zugänglich. Seit 1987 gibt die DGUF auch eine Schriftenreihe heraus, die Archäologischen Berichte, die ebenfalls im Open Access zur Verfügung stehen. Im August 2016 hat die DGUF die Berliner Erklärung über offenen Zugang zu wissenschaftlichem Wissen unterzeichnet. Im Jahr 2017 hat die DGUF eine neue Monografienreihe mit dem Titel Archäologische Quellen ins Leben gerufen, die ebenfalls im Open Access zugänglich ist.
Seit 1997 unterhält die Gesellschaft eine Website und gibt seit März 2012 den monatlich erscheinenden DGUF-Newsletter heraus, der auch von Nichtmitgliedern kostenlos abonniert werden kann und im Jahr 2022 ca. 1.850 Abonnenten hatte. Zudem betreibt die Gesellschaft seit 2016 Accounts bei X/Twitter (@dguf1969), LinkedIn und Facebook, die dem aktuellen Austausch der DGUF mit Interessierten über archäologierelevante Themen dienen.

## Jahrestagung
Seit 1970 richtet die DGUF eine jährliche Tagung aus, die jeweils unter einem bestimmten Thema steht. Die Jahrestagung findet jeweils an den drei Tagen nach Christi Himmelfahrt statt. Die letzten Jahrestagungen fanden in Erfurt (2011), Dresden (2012), Erlangen (2013), Berlin (2014), Tübingen (2015), Berlin (2016), Mainz (2017) und München (2018) statt. Bei der Jahrestagung vom 20. bis 23. Juni 2019 im Bonner Museum Koenig feierte die Gesellschaft den 50. Jahrestag ihrer Gründung. Coronabedingt fand die Jahrestagung 2020 „Wollen und brauchen wir mehr Archäologie der Moderne?“ am 3. September 2020 als reine Onlinetagung statt. Die Jahrestagungen 2022, 2023 und 2024 fanden in Frankfurt am Main statt.

## Preise
Die DGUF lobt zwei Preise aus, nämlich den Deutschen Archäologiepreis und den Deutschen Studienpreis für Archäologie.
Deutscher Archäologiepreis
Der Deutsche Archäologiepreis wurde 1994 ins Leben gerufen und wird seit 1999 verliehen. Es werden Personen ausgezeichnet, die im Sinne der DGUF-Ziele besondere Leistungen für die deutsche Archäologie erbracht haben oder die sich für eine stärkere Wahrnehmung und Verankerung der Archäologie im Bewusstsein der Öffentlichkeit engagiert haben. Da der Preis nur aus den Erträgen des Fördervermögens vergeben werden darf, erfolgt die Vergabe in unregelmäßigen Abständen, etwa alle drei Jahre.
Deutscher Studienpreis für Archäologie
Im Jahr 2013 hat die DGUF erstmals den im Vorjahr begründeten Deutschen Studienpreis für Archäologie verliehen. Mit diesem Förderpreis werden besondere wissenschaftliche Leistungen oder hochschulpolitisches Engagement von Studierenden ausgezeichnet. Geehrt wurde Reena Perschke aus Berlin für die Arbeit Ausgrabungen und Zerstörungen an den Megalithen von Carnac während der deutschen Besatzung der Bretagne (1940–1944). Die Auszeichnung 2014 ging an Alexander Weide für seine Arbeit On the Identification of Domesticated Emmer Wheat, Triticum turgidum subsp. (Poaceae), in the Aceramic Neolithic of the Fertile Crescent, wodurch eine exaktere Beschreibung der Domestikation des Getreides im Kontext der Neolithisierung im Fruchtbaren Halbmond möglich wird. Die Auszeichnung wurde 2016 an Rashida Hussein-Oglü für ihre Arbeit Spätbronze- und früheisenzeitliche Grabkeramik in Westfalen: Typologische Klassifikation und Chronologie verliehen. Im darauf folgenden Jahr erhielt Johanna Brinkmann von der Universität Kiel den Preis. Sie wurde für ihre Masterarbeit mit dem Titel Arbeitsaufwandsberechnungen zu Bronzeartefakten – Diachroner Vergleich von Aufwand und Wert in Mitteleuropa ausgezeichnet. 2019 wurde Clemens Schmid mit dem Deutschen Studienpreis für Archäologie für seine Arbeit Ein computerbasiertes Cultural Evolution Modell zur Ausbreitungsdynamik europäisch-bronzezeitlicher Bestattungssitten ausgezeichnet, die bereits auf GitHub publiziert ist. 2020 wurde David N. Matzig ausgezeichnet für seine Arbeit Zur computerbasierten Identifikation archäologischer Fundstellen auf Ackerbauflächen mittels multispektraler Satellitenbilder. Der Studienpreis 2021 ging an Christina-Maria Wiesner („Das Siedlungsmuster des Mittelpaläolithikums in Süddeutschland. Eine GIS-gestützte Archäoprognose für Fundstellen in Bayern und Baden-Württemberg“), 2022 an Geesche Wilts („Abgekratzt und angenagt – Kannibalismus in der archäologischen Forschungsgeschichte in Hinblick auf gesellschaftliche Diskurse“). 2024 erhielt Attila Dézsi den Preis für seine Dissertation zur archäologischen Untersuchung der „Republik Freies Wendland“.